# LBD (singolo)
LBD è un singolo della cantante statunitense Becky G, pubblicato nel 2019 dalla RCA Records. 
Il brano avrebbe dovuto essere il secondo singolo dal suo primo album in inglese che però è stato annullato.